# 札幌市圓山動物園
札幌市圓山動物園（日语：札幌市円山動物園）是一座位於北海道札幌市中央區宮丘圓山公園內的動物園動物園由札幌市環境局管理運行。2014年5月底時，圓山動物園飼養展示有182種934個動物（不含昆虫類），總面積224,780m²。

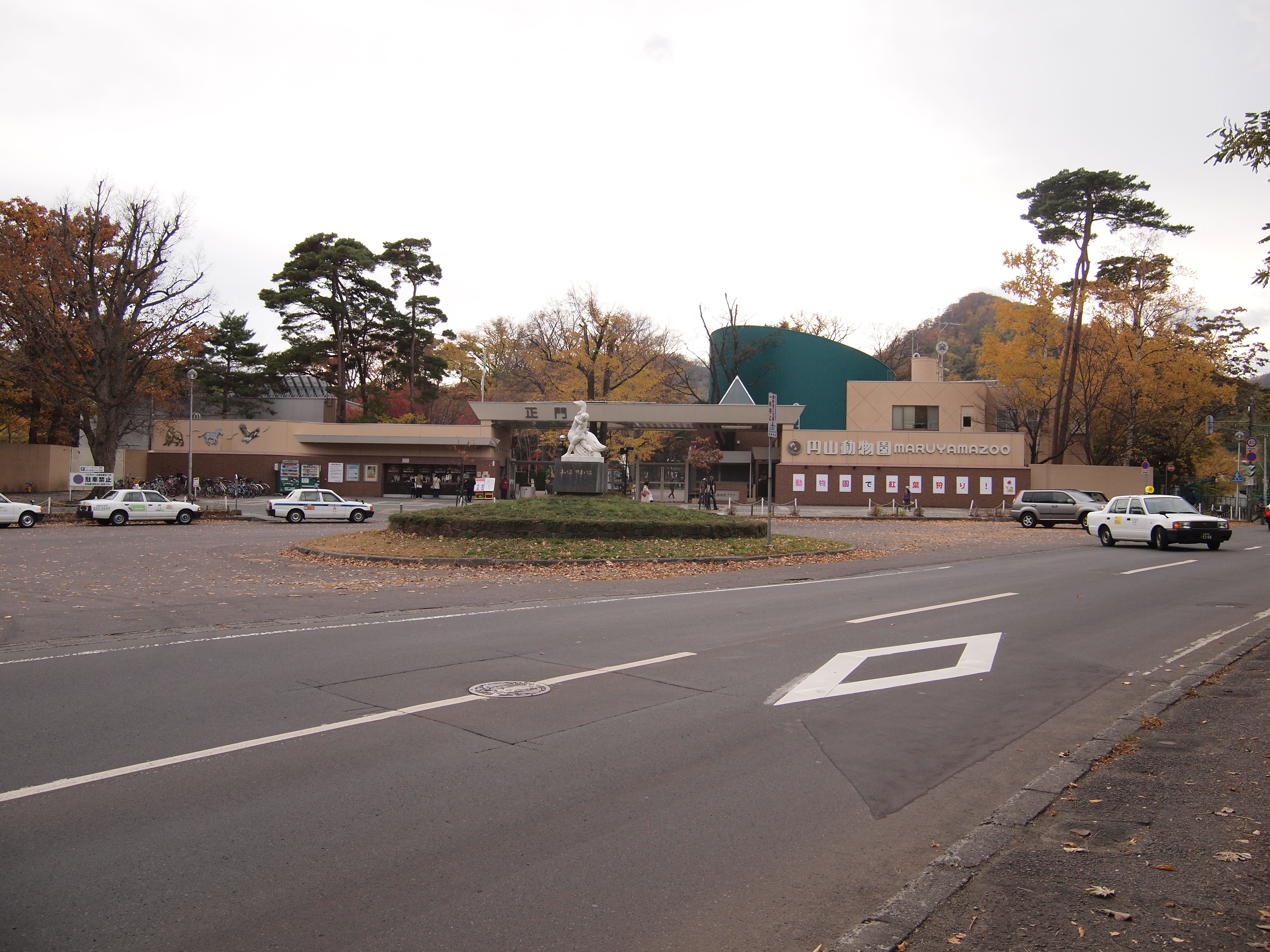

## 外部連結
- 札幌市圓山動物園